# Franz-Liszt-Museum (Bayreuth)
Das Franz-Liszt-Museum in Bayreuth ist dem Leben und Werk des Pianisten, Dirigenten und Komponisten Franz Liszt gewidmet. Das Museum besteht seit 1993 und ist in seinem Sterbehaus in der Wahnfriedstraße 9 untergebracht.

## Haus
In dem Haus, das heute das Museum beherbergt, wohnte Franz Liszt während seiner Aufenthalte in Bayreuth. Am 31. Juli 1886 ist er ebenda verstorben.
Das Haus wurde 1877 von Carl Wölfel erbaut. Es ist ein schlichtes, zweigeschossiges Gründerzeithaus aus roten Ziegeln und mit Walmdach. Eine zehnstufige Seitentreppe führt zum Hauseingang ins Hochparterre. 1945 wurde das Haus durch einen Bombentreffer stark beschädigt. Anfang der 1990er Jahre ist das Haus in den Besitz der Stadt Bayreuth übergegangen. Am 22. Oktober 1993, dem 182. Geburtstag Franz Liszts, wurde das Museum eröffnet. Das Museum befindet sich im Hochparterre in der ehemaligen Wohnung Liszts. Für die Nutzung als Museum waren bauliche Änderungen vonnöten, beispielsweise Mauerdurchbrüche.
Das Haus befindet sich in unmittelbarer Nachbarschaft des Hauses Wahnfried, das seinem Schwiegersohn Richard Wagner gehörte.

## Ausstellung
Die Stadt Bayreuth kaufte 1988 die etwa 300 Stücke umfassende Liszt-Sammlung des Münchner Pianisten Ernst Burger, worauf die heutige Museumssammlung fußt. Mittlerweile konnte das Arsenal durch Leihgaben der Richard-Wagner-Stiftung ergänzt werden. Die Ausstellung ist großteils in chronologischer Reihenfolge konzipiert. Musik von Franz Liszt spielt in den Ausstellungsräumen.
Die Sammlung umfasst Porträts und dreidimensionale Abbildungen, wie eine Büste von Antonio Galli oder eine Lebend- und eine Totenmaske, Dokumente, Handschriften, wie Noten, Tagebuch oder Briefe, und persönliche Gegenstände Liszts, wie zum Beispiel auch Liszts Stummklavier. Des Weiteren ist der Ibach-Flügel aus der Halle des Hauses Wahnfried hier ausgestellt. Ein Original Liszt-Flügel steht im Steingraeber-Haus.
2009 wurden die Exponate fotografisch dokumentiert und in einer Datenbank erfasst. Fotos von Bildern und dreidimensionalen Gegenständen können öffentlich abgerufen werden.
Für das Jahr 2020 ist für das Museum eine komplette Neugestaltung geplant.

## Galerie

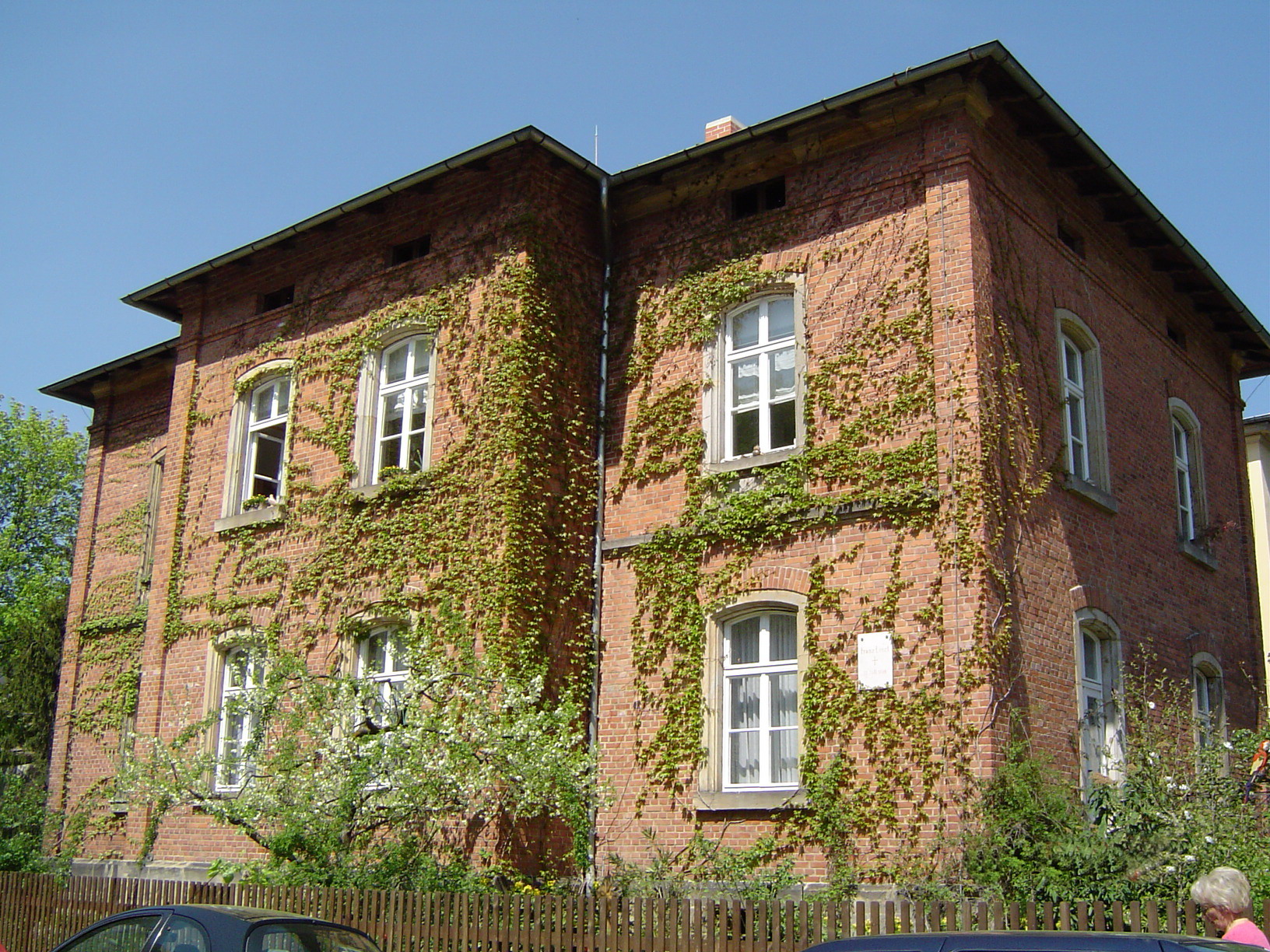
Haus in der Vollansicht
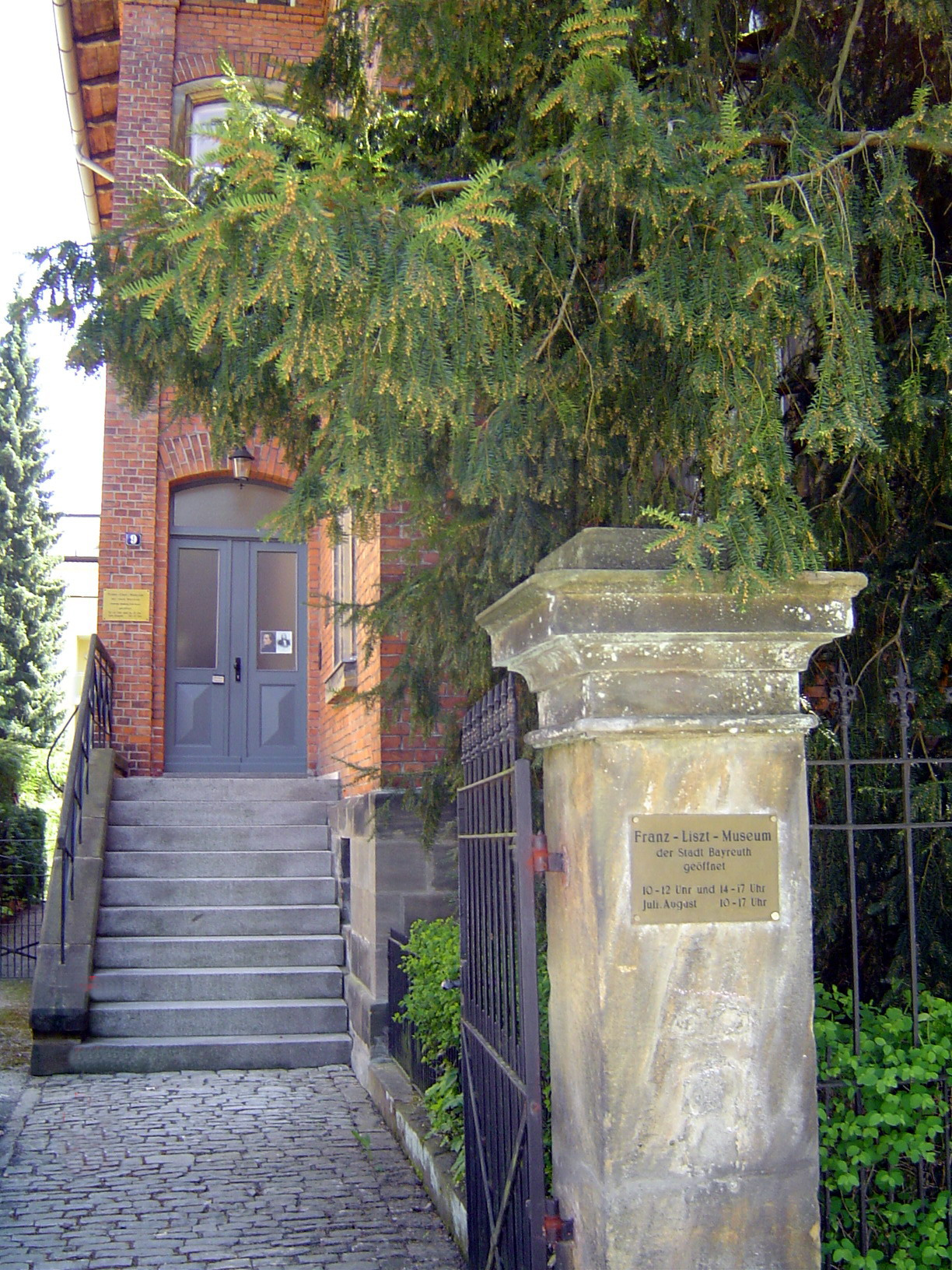
Seitlicher Haus- und Museumseingang